# Rhopalophora meeskei
Rhopalophora meeskei är en skalbaggsart som beskrevs av Thomas Casey 1891. Rhopalophora meeskei ingår i släktet Rhopalophora och familjen långhorningar.
Artens utbredningsområde är:
- Guatemala.
- Honduras.

Inga underarter finns listade i Catalogue of Life.